# Pohřebiště panovníků Svaté říše římské

Znak císařství Svaté říše římské

Svatá říše římská byl státní útvar v letech 800 až 1806 složený z mnoha států a území pod žezlem voleného římskoněmeckého císaře, resp. německého krále.
Za panování Habsburků sloužila k pohřbívání císařů z tohoto rodu Kapucínská hrobka („císařská hrobka“) ve Vídni, předtím byly ostatky císařů a králů různých městech říše (Cáchy, Špýr, Praha, Štýrský Hradec ad.).
| jméno                                       | doba života     | místo pohřbení |
| ------------------------------------------- | --------------- | --- |
| Karel Veliký                                | 747–814         | katedrála v Cáchách |
| Gerperga                                    | ?-?             | ? |
| Hildegarda                                  | 758–783         | Opatství svatého Arnulfa v Metách, Lotrinsko                                                                                         |
| Fastrada                                    | ?–794           | původně v klášteře svatého Albína u Mohuče, od roku 1552 v mohučské katedrále                                                        |
| Luitgarda Saská                             | ?–800           | Tours |
| Ludvík I. Pobožný                           | 778–840         | Opatství svatého Arnulfa v Metách, Lotrinsko                                                                                         |
| Ermengarda z Hesbaye                        | 780–818         | katedrála v Angers, Pays de la Loire                                                                                                 |
| Judita Bavorská                             | 795–843         | Kostel sv. Martina v Tours, Centre-Val de Loire                                                                                      |
| Lothar I. Franský                           | 795–855         | Klášter Prüm |
| Irmingarda z Tours                          | ?–851           | Klášter Erstein, Alsasko |
| Ludvík II. Italský                          | 825–875         | Bazilika Sant'Ambrogio v Miláně |
| Engelberga                                  | ?–890/891       | klášter Sv. Sixta v Piacenze, ev. S. Giulia v Brescii                                                                                |
| Ludvík II. Němec                            | 806–876         | Klášter Lorsch |
| Hemma z Altdorfu                            | ?–876           | Klášter svatého Jimrama v Řezně |
| Karel II. Holý                              | 823–877         | nejprve v Nantua, poté v bazilice Saint-Denis                                                                                        |
| Ermentruda Orleánská                        | 830–869         | Bazilika Saint-Denis |
| Richilda z Provence                         | 845–910         | ? |
| Karloman                                    | 830–880         | Kostel sv. Filipa a Jakuba v Altöttingu                                                                                              |
| Ludvík III.                                 | 835–882         | Klášter Lorsch |
| Liutgarda Saská                             | 845–885         | Bazilika v Aschaffenburgu, Bavorsko                                                                                                  |
| Karel III.                                  | 839–888         | Klášter Reichenau |
| Richardis Alsaská                           | 840–900         | Klášter Andlau, Alsasko |
| Arnulf Korutanský                           | 850–899         | Klášter svatého Jimrama v Řezně |
| Oda Hesenská                                | ?–903           | Klášter svatého Jimrama v Řezně |
| Ludvík IV. Dítě                             | 893–911         | Klášter svatého Jimrama v Řezně |
| Konrád I.                                   | 880–918         | Klášter Fulda, Hesensko |
| Kunhuta Švábská                             | 880? - ?        | Klášter Lorsch, Hesensko |
| Jindřich I. Ptáčník                         | 876–936         | klášter Quedlinburg, Sasko-Anhaltsko                                                                                                 |
| Matylda z Ringelheimu                       | 895–968         | klášter Quedlinburg, Sasko-Anhaltsko                                                                                                 |
| Ota I. Veliký                               | 912–973         | Magdeburská katedrála |
| Edita Anglická                              | 910–946         | Magdeburská katedrála |
| Adéla Burgundská                            | 931–999         | Klášter Selz, Alsasko |
| Ota II.                                     | 955–983         | Vatikánské grotty ve Svatopetrském chrámu v Římě                                                                                     |
| Theofano                                    | 950–991         | Kostel sv. Pantaleona v Kolíně nad Rýnem                                                                                             |
| Ota III.                                    | 980–1002        | katedrála v Cáchách |
| Jindřich II.                                | 973–1024        | Bamberská katedrála |
| Kunhuta Lucemburská                         | 975–1033        | Bamberská katedrála |
| Konrád II. Sálský                           | 990–1039        | Katedrála ve Špýru |
| Gisela Švábská                              | 989–1043        | Katedrála ve Špýru |
| Jindřich III. Černý                         | 1017–1056       | Katedrála ve Špýru; útroby (srdce a vnitřnosti) v Oldřichově kapli císařského paláce v Goslaru                                       |
| Gunhilda Dánská                             | 1018–1038       | Klášter Limburg |
| Anežka z Poitou                             | 1025–1077       | kaple svaté Petronelly v Svatopetrském chrámu v Římě                                                                                 |
| Jindřich IV.                                | 1050–1106       | Katedrála ve Špýru |
| Berta Savojská                              | 1051–1087       | Katedrála ve Špýru |
| Adéla Kyjevská                              | 1067/70–1109    | Kyjev |
| Konrád Francký                              | 1074–1101       | katedrála Santa Reparata, dnes v katedrála Santa Maria del Fiore ve Florencii                                                        |
| Rudolf Švábský (vzdorokrál)                 | 1025–1080       | katedrála v Merseburgu |
| Heřman Lucemburský (vzdorokrál)             | kolem 1035–1088 | Méty, Lotrinsko |
| Žofie z Formbachu                           | ?-po 1088       | ? |
| Jindřich V. Sálský                          | 1086–1125       | Katedrála ve Špýru |
| Matylda Anglická                            | 1102–1167       | původně klášter Bec, poté katedrála v Rouenu, Horní Normandie                                                                        |
| Lothar III.                                 | 1075–1137       | Klášter Königslutter |
| Richenza z Northeimu                        | 1095–1141       | Klášter Königslutter |
| Konrád III.                                 | 1093–1152       | Katedrála v Bamberku |
| Gertruda z Komburgu                         | 1095–1130       | Klášter Lorch |
| Gertruda ze Sulzbachu                       | 1113–1146       | Klášter Ebrach |
| Jindřich VI. Berengar (spolukrál)           | 1037–1150       | Klášter Lorch |
| Fridrich I. Barbarossa                      | 1122–1190       | tělo v kostele sv. Petra v Antiochii, srdce v Tarsu, kostra v katedrále v Týru                                                       |
| Adéla z Vohburgu                            | 1128–1187       | Klášter Weißenau |
| Beatrix Burgundská                          | 1144–1184       | Katedrála ve Špýru |
| Jindřich VI. Štaufský                       | 1165–1197       | katedrála v Palermu |
| Konstancie Sicilská                         | 1154–1198       | katedrála v Palermu |
| Filip Švábský                               | 1176–1208       | Katedrála ve Špýru |
| Irena Angelovna                             | 1181–1208       | Klášter Lorch |
| Ota IV. Brunšvický                          | 1175–1218       | Katedrála svatého Blažeje v Brunšviku                                                                                                |
| Beatrix Štaufská                            | 1198–1212       | Katedrála svatého Blažeje v Brunšviku                                                                                                |
| Marie Brabantská                            | 1190–1260       | Kostel sv. Petra v Lovani |
| Fridrich II. Štaufský                       | 1194–1250       | katedrála v Palermu |
| Konstancie Aragonská                        | 1182–1222       | katedrála v Palermu |
| Jolanda Jeruzalémská                        | 1211–1228       | katedrála v Andrii |
| Blanka Lancia                               | 1210–1233       | Gioia del Colle |
| Isabela Anglická                            | 1217–1241       | Katedrála v Andriii |
| Jindřich VII. Štaufský                      | 1211–1241       | Katedrála v Cosenze |
| Markéta Babenberská                         | 1204–1266       | Klášter Lilienfeld |
| Jindřich Raspe IV. (vzdorokrál)             | 1204–1247       | klášter Eisenach, srdce: Dominikánský kostel                                                                                         |
| Alžběta Braniborská                         | 1206–1231       | ? |
| Gertruda Babenberská                        | 1210–1241       | ? |
| Beatrix Brabantská                          | 1225–1288       | klášter Marquette |
| Konrád IV. Štaufský                         | 1228–1254       | srdce a vnitřnosti v Melfi, ostatky v Messině sežehl zásah blesku                                                                    |
| Alžběta Bavorská                            | 1227–1273       | Klášter Stams |
| Vilém II. Holandský                         | 1227–1256       | Hoogwoud, poté Middelburg |
| Alžběta Brunšvická                          | 1235–1266       | Opatský kostel v Middelburgu |
| Richard Cornwallský                         | 1209–1272       | klášter Hailes |
| Sancha Provensálská                         | 1225–1261       | klášter Hailes |
| Beatrix Falkenburská                        | 1253–1277       | Františkánský kostel v Oxfordu |
| Alfons X. Kastilský (vzdorokrál)            | 1221–1284       | Katedrála v Seville |
| Violanta Aragonská                          | 1236–1301       | Klášter Roncesvalles |
| Rudolf I. Habsburský                        | 1218–1291       | Katedrála ve Špýru |
| Gertruda z Hohenbergu                       | 1225–1281       | katedrála v Basileji, v roce 1770 ve sv. Blažeji, od roku 1809 v Lavanttalu                                                          |
| Isabela Burgundská                          | 1270–1323       | Augustiniánský klášter v Paříži |
| Adolf Nasavský                              | 1250–1298       | Katedrála ve Špýru |
| Imagina z Limburgu                          | 1255?–1318      | Klášter Klarenthal |
| Albrecht I. Habsburský                      | 1255–1308       | Katedrála ve Špýru |
| Alžběta Goricko-Tyrolská                    | 1262–1313       | Klášter Königsfelden, v roce 1770 ve sv. Blažeji, od roku 1809 v Lavanttalu                                                          |
| Jindřich VII. Lucemburský                   | 1274–1313       | katedrála v Pise |
| Markéta Brabantská                          | 1276–1311       | kostel San Francesco di Castelleto v Janově                                                                                          |
| král Fridrich III. Habsburský               | 1289–1330       | katedrála ve Vídni |
| Isabela Aragonská                           | 1296–1330       | Minoritský kostel |
| Ludvík IV. Bavor                            | 1281–1347       | Frauenkirche v Mnichově |
| Beatrix Svídnicko-Javorská                  | 1290–1322       | Frauenkirche v Mnichově |
| Markéta Holandská                           | 1293–1356       | Minoritský kostel ve Valenciennes, Nord-Pas-de-Calais                                                                                |
| císař Karel IV.                             | 1316–1378       | katedrála sv. Víta v Praze |
| Blanka z Valois                             | 1317–1348       | katedrála sv. Víta v Praze |
| Anna Falcká                                 | 1329–1353       | katedrála sv. Víta v Praze |
| Anna Svídnická                              | 1339–1362       | katedrála sv. Víta v Praze |
| Alžběta Pomořanská                          | 1347–1393       | katedrála sv. Víta v Praze |
| Günther ze Schwarzburgu (vzdorokrál)        | 1304–1349       | Císařský dóm svatého Bartoloměje ve Frankfurtu nad Mohanem                                                                           |
| král Václav                                 | 1361–1419       | katedrála sv. Víta v Praze |
| Johana Bavorská                             | 1356–1386       | Zbraslavský klášter |
| Žofie Bavorská                              | 1376–1425       | katedrála svatého Martina v Bratislavě                                                                                               |
| Fridrich Brunšvický (vzdorokrál)            | 1357–1400       | Katedrála svatého Blažeje v Brunšviku                                                                                                |
| Anna Saská                                  | ?–1426          | ? |
| Ruprecht Falcký                             | 1352–1410       | Kostel sv. Ducha v Heidelbergu |
| EliškaNorimberská                           | 1358–1411       | Kostel sv. Ducha v Heidelbergu |
| Jošt Moravský                               | 1351–1411       | Kostel sv. Tomáše v Brně |
| Alžběta Opolská                             | 1360–1411       | ? |
| Anežka Opolská                              | ?–1413          | ? |
| Zikmund Lucemburský                         | 1368–1437       | Katedrála v Oradee |
| Marie Uherská                               | 1370–1395       | Katedrála v Oradee |
| Barbora Celjská                             | 1391–1451       | katedrála sv. Víta v Praze |
| Albrecht II. Habsburský                     | 1307–1439       | Katedrála v Székesfehérváru |
| Alžběta Lucemburská                         | 1409–1442       | Katedrála v Székesfehérváru |
| Fridrich III. Habsburský                    | 1415–1493       | katedrála ve Vídni; vnitřnosti: městský farní kostel v Linci                                                                         |
| Eleonora Portugalská                        | 1436–1467       | Neukloster, Vídeňské Nové Město |
| Maxmilián I. Habsburský                     | 1459–1519       | kaple sv. Jiří hradu ve Vídeňském Novém Městě, srdce v Kostel Panny Marie v Brugách                                                  |
| Marie Burgundská                            | 1457–1482       | ;Kostel Panny Marie v Bruggách |
| Blanka Marie Sforza                         | 1472–1510       | Klášter Stams |
| Karel V.                                    | 1500–1558       | Původně v San Jerónimo de Yuste, od roku 1574 v Panteonu králů v klášteře svatého Vavřince v Escorialu                               |
| Isabela Portugalská                         | 1503–1539       | Pantheon králů v klášteře svatého Vavřince v Escorialu                                                                               |
| Ferdinand I. Habsburský                     | 1503–1564       | katedrála sv. Víta v Praze |
| Anna Jagellonská                            | 1503–1547       | katedrála sv. Víta v Praze |
| Maxmilián II. Habsburský                    | 1527–1576       | katedrála sv. Víta v Praze |
| Marie Španělská                             | 1528–1603       | V ambitu kláštera S. Clara de las Descalzas Reales v Madridu                                                                         |
| Rudolf II.                                  | 1552–1612       | katedrála sv. Víta v Praze |
| Matyáš Habsburský                           | 1557–1619       | hrobka zakladatelů v Císařské kryptě ve Vídni; srdce: Augustiniánský kostel ve Vídni                                                 |
| Anna Tyrolská                               | 1585–1618       | hrobka zakladatelů v Kapucínské kryptě ve Vídni; srdce: Augustiniánský kostel ve Vídni                                               |
| Ferdinand II. Štýrský                       | 1578–1637       | císařské mauzoleum poblíž katedrály ve Štýrském Hradci; srdce: Augustiniánský kostel ve Vídni                                        |
| Marie Anna Bavorská                         | 1574–1616       | Císařské mauzoleum poblíž katedrály ve Štýrském Hradci; srdce: Augustiniánský kostel ve Vídni                                        |
| Eleonora Gonzagová                          | 1598–1655       | Původně v klášteře karmelitek, od roku 1782 ve vévodské hrobce katedrály svatého Štěpána ve Vídni                                    |
| Ferdinand III. Habsburský                   | 1608–1657       | Původně v katedrále ve Štýrském Hradci, poté v Leopoldově hrobce v Kapucínské kryptě ve Vídni; srdce: Augustiniánský kostel ve Vídni |
| Marie Anna Španělská                        | 1606–1646       | Leopoldova hrobka v Kapucínské kryptě ve Vídni                                                                                       |
| Marie Leopoldina Tyrolská                   | 1632–1649       | Původně v katedrále ve Štýrském Hradci, poté v Leopoldově hrobce kapucínské krypty ve Vídni                                          |
| Eleonora Magdalena Gonzagová                | 1630–1686       | Leopoldova hrobka v Kapucínské kryptě ve Vídni; srdce: Augustiniánský kostel ve Vídni                                                |
| císař Leopold I.                            | 1640–1705       | Karlova hrobka v Kapucínské kryptě ve Vídni; srdce: Augustiniánský kostel ve Vídni                                                   |
| Markéta Tereza Španělská                    | 1651–1673       | Leopoldova hrobka v Kapucínské kryptě ve Vídni; srdce: Augustiniánský kostel ve Vídni                                                |
| Klaudie Felicitas Tyrolská                  | 1653–1676       | Dominikánský kostel ve Vídni; srdce: Císařská hrobka ve Vídni                                                                        |
| Eleonora Magdalena Falcko-Neuburská         | 1655–1720       | Leopoldova hrobka v Kapucínské kryptě ve Vídni                                                                                       |
| Josef I. Habsburský                         | 1678–1711       | Karlova hrobka v Kapucínské kryptě ve Vídni; srdce: Augustiniánský kostel ve Vídni                                                   |
| Amálie Vilemína Brunšvicko-Lüneburská       | 1673–1742       | Klášter salesiánek ve Vídni; srdce: Karlova hrobka v císařské kryptě ve Vídni                                                        |
| císař Karel VI.                             | 1685–1740       | Karlova hrobka v Kapucínské kryptě ve Vídni; srdce: Augustiniánský kostel ve Vídni                                                   |
| Alžběta Kristýna Brunšvicko-Wolfenbüttelská | 1691–1750       | Karlova hrobka v Kapucínské kryptě ve Vídni; srdce: Augustiniánský kostel ve Vídni                                                   |
| František I. Štěpán Lotrinský               | 1708–1765       | Hrobka Marie Terezie v Kapucínské kryptě ve Vídni; srdce: Augustiniánský kostel ve Vídni                                             |
| Marie Terezie                               | 1717–1780       | Hrobka Marie Terezie v Kapucínské kryptě ve Vídni; srdce: Augustiniánský kostel ve Vídni                                             |
| císař Karel VII. Bavorský                   | 1697–1745       | Knížecí hrobka v Kostel svatého Kajetána v Mnichově, srdce v kapli Panny Marie v Altöttingu                                          |
| Marie Amálie Habsburská                     | 1701–1756       | Knížecí hrobka v kostele svatého Kajetána v Mnichově, srdce v altöttinské kapli Panny Marie                                          |
| Josef II.                                   | 1741–1790       | Hrobka Marie Terezie v Kapucínské kryptě ve Vídni                                                                                    |
| Isabela Bourbonsko-Parmská                  | 1741–1763       | Hrobka Marie Terezie v Kapucínské kryptě ve Vídni                                                                                    |
| Marie Josefa Bavorská                       | 1739–1767       | Hrobka Marie Terezie v Kapucínské kryptě ve Vídni                                                                                    |
| Leopold II.                                 | 1747–1792       | Toskánská hrobka v Kapucínské kryptě ve Vídni; srdce: Augustiniánský kostel ve Vídni                                                 |
| Marie Ludovika Španělská                    | 1745–1792       | Toskánská hrobka v Kapucínské kryptě ve Vídni; srdce: Augustiniánský kostel ve Vídni                                                 |
| František II.                               | 1768–1835       | Františkova hrobka v Kapucínské kryptě ve Vídni; srdce: Augustiniánský kostel ve Vídni                                               |
| Alžběta Vilemína Württemberská              | 1767–1790       | Františkova hrobka v Kapucínské kryptě ve Vídni; srdce: Augustiniánský kostel ve Vídni                                               |
| Marie Tereza Neapolsko-Sicilská             | 1772–1807       | Františkova hrobka v Kapucínské kryptě ve Vídni                                                                                      |
| Marie Ludovika Modenská                     | 1787–1816       | Františkova hrobka v Kapucínské kryptě ve Vídni; srdce: Augustiniánský kostel ve Vídni                                               |
| Karolína Augusta Bavorská                   | 1792–1873       | Františkova hrobka v Kapucínské kryptě ve Vídni                                                                                      |